# One Love (píseň, David Guetta)
One Love je píseň francouzského elektro housového Dje Davida Guetty. Píseň pochází z jeho čtvrtého alba One Love a nazpívala ji britská R&B zpěvačka Estelle.